# Stefano Lo Russo
Stefano Lo Russo (n. 15 octombrie 1975, Torino, Italia) este un politician italian.